# Griva de Tasmània
La griva de Tasmània (Zoothera lunulata) és un ocell de la família dels túrdids (Turdidae).

## Hàbitat i distribució
Habita el terra de la selva pluvial, boscos i matolls costaners a alguns indrets de Nova Guinea, les illes Bismarck, sud-est d'Austràlia des de Queensland cap al sud, a través de l'est de Nova Gal·les del Sud fins l'est i sud de Victòria i sud-est d'Austràlia Meridional, illa dels Cangurs i Tasmània.